# 国光苹果

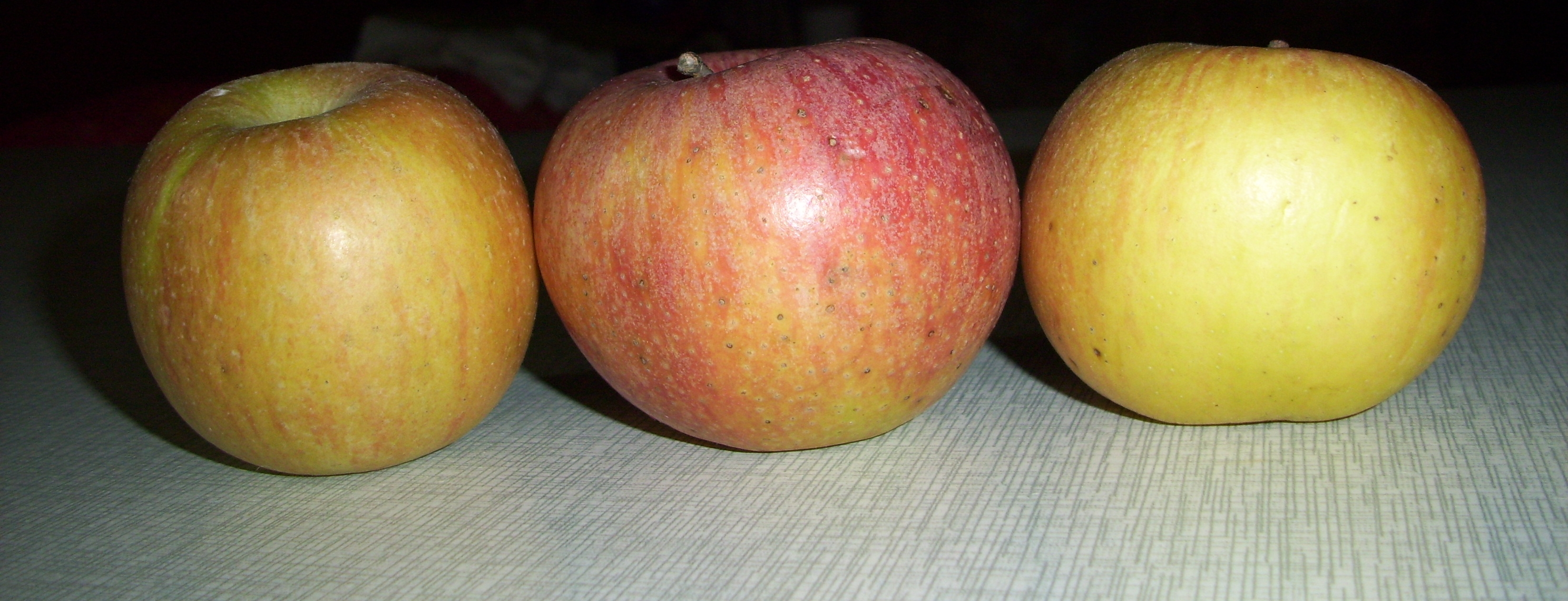
国光苹果

国光苹果（Ralls Janet）是一种原产於美国維吉尼亞州的苹果栽培品种，培育於1700年代末期。1868年引入日本，曾是日本苹果种植的主要品种。
其果实体积较小，颜色大多青中泛红或通体翠绿，贮存一段时间后变为红色或嫩黄色，口感清脆、酸甜。国光苹果甜度适宜，口味纯正，因此不会像富士苹果和五爪蘋果一样多食使人感到腻甜。
国光苹果与五爪蘋果杂交培育出富士苹果。

## 別名
国光苹果有很多别名，其中广为東亞地區所知的「（Kokkō）」一词源於日语，而英文原名Ralls Genet源於此种苹果的两位培育者（M. Caleb Ralls和Edmund Charles Genet）的姓氏。国光苹果还有以下英文别名：
Ralls Janet、Ralls Jennet、Ralls Genet、Winter Genneting、Ginet、Genet、Geneton、Geniton、Gennetin、Genneting、Gennetting、Indiana Jannetting、Janet、Janetting、Jefferson Pippin、Jenetings、Jeniton、Jenitons、Jennett、Jennette、Jenniton、Missouri Janet、Raule Jannet、Raule's Genet、Raule's Janet、Raule's Janett、Raule's Janette、Raule's Jannet、Raule's Jannette、Raule's Jannetting、Raule's Jennetting、Raul's Gennetting、Rawle's Genet、Rawle's Janet、Rawle's Janett、Rawle's Jannet、Rawle's Jennet、Rawle's Jenneting、Rawle's Jennette、Rawl's Janet、Red Neverfail、Neverfail、Rock Remain、Rock Rimmon、Royal Janette、Winter Jannetting、Yellow Jannett、Yellow Jannette。